# AFCチャンピオンズリーグ2016 グループリーグ
AFCチャンピオンズリーグ2016 グループリーグ (AFC Champions League 2016 group stage)は、2016年2月23日から5月4日まで開催されたAFCチャンピオンズリーグ2016 本戦の第1ステージである。予選プレーオフを勝ち抜いた8チームと、直接本戦出場権を獲得した24チームの計32チームで行われる。各グループを勝ち抜いた16チームが決勝トーナメントへ進出する。

## 抽選
組み合わせ抽選会は2015年12月10日に、クアラルンプールのAFCハウスにて行われた。その模様はAFCの公式YouTubeチャンネルでライブ配信された。

参加する32チームは4チームずつ8組に分かれる。同一協会に所属するチームが同じグループに入ることはない。グループステージはラウンドロビン方式で6試合を戦う。

カントリーポットの抽選結果が以下の通りである
| 地区   | ポジション     | カントリー ポット        |
| ------ | -------------- | ------------------------ |
| 西地区 | A1, B2, C3, D4 | イラン+(PO2勝者)         |
| 西地区 | B1, C2, D3, A4 | サウジアラビア+(PO1勝者) |
| 西地区 | C1, D2, A3, B4 | ウズベキスタン+(PO3勝者) |
| 東地区 | E1, F2, G3, H4 | 韓国+(PO1勝者)           |
| 東地区 | F1, G2, H3, E4 | 日本+(PO2勝者)           |

括弧内の打ち消しされたクラブは抽選時のクラブである
| 地区   | グループ | 1                      | 2                    | 3                          | 4                            |
| ------ | -------- | ---------------------- | -------------------- | -------------------------- | ---------------------------- |
| 西地区 | A        | セパハン               | アル・ナスル・ドバイ | ロコモティフ・タシュケント | アル・イテハド (PO1勝者)     |
| 西地区 | B        | アル・ナスル           | ゾブ・アハン         | レフウィヤ                 | ブニョドコル (PO3勝者)       |
| 西地区 | C        | パフタコール           | アル・ヒラル         | トラークトゥール           | アル・ジャジーラ (PO4勝者)   |
| 西地区 | D        | アル・アイン           | ナサフ・カルシ       | アル・アハリ               | アル・ジャイシュ (PO2勝者)   |
| 東地区 | E        | 全北現代モータース     | 江蘇蘇寧             | ベカメックス・ビンズオン   | FC東京 (PO2勝者)             |
| 東地区 | F        | サンフレッチェ広島     | FCソウル             | ブリーラム・ユナイテッド   | 山東魯能 (PO3勝者)           |
| 東地区 | G        | メルボルン・ビクトリー | ガンバ大阪           | 水原三星ブルーウィングス   | 上海上港 (PO4勝者)           |
| 東地区 | H        | 広州恒大               | シドニーFC           | 浦和レッズ                 | 浦項スティーラース (PO1勝者) |

## 順位決定方法
各グループの上位2チームがラウンド16に進出する。勝ち点は勝利3、引き分け1、敗退0として計算を行う。各グループで勝ち点が同点のチームが2つ以上ある場合は、以下の順に比較して順位を決定する。
1. 当該チーム同士の対戦における、勝ち点の多少
2. 当該チーム同士の対戦における、得失点差
3. 当該チーム同士の対戦における、ゴール数の多少
4. 当該チーム同士の対戦における、アウェーゴール数の多少
5. 1から4を、(全ての順位が決まるまで)繰り返し適用する。決められない場合は、下記6以降を適用
6. 当該チームのグループ全試合における、得失点差
7. 当該チームのグループ全試合における、ゴール数の多少
8. ここまで参照し、それでも2クラブが差がつかず、さらにその両方が同じ試合会場にいる場合は、PK戦を行う
9. 警告および退場処分になった回数をポイント化 (警告＝1ポイント、2回目の警告による退場＝3ポイント、いわゆる一発退場＝3ポイント、警告に続いて退場＝4ポイント)し、ポイントの少ない方を上位とする
10. AFCランキング(国・協会別)の順位の高い方の所属チームを上位とする

## グループステージ

### 西地区

#### グループA
| チーム                     | 試 | 勝 | 分 | 敗 | 得 | 失 | 差 | 点 |
| -------------------------- | -- | -- | -- | -- | -- | -- | -- | -- |
| ロコモティフ・タシュケント | 6  | 2  | 4  | 0  | 6  | 3  | +3 | 10 |
| アル・ナスル・ドバイ       | 6  | 2  | 3  | 1  | 5  | 4  | +1 | 9  |
| アル・イテハド             | 6  | 2  | 3  | 1  | 9  | 4  | +5 | 9  |
| セパハン                   | 6  | 1  | 0  | 5  | 2  | 11 | −9 | 3  |

| 2016年2月23日 18:30 UTC+3:30 |

| セパハン          | 2 - 0    | アル・ナスル・ドバイ |
| シンバ 14分, 51分 | レポート |                      |

| フーラッドシャフル・スタジアム, エスファハーン 観客数: 5,750人 主審: ハッティカムカナムジェ・ペレラ |

| 2016年2月23日 15:00 UTC+5 |

| ロコモティフ・タシュケント | 1 - 1    | アル・イテハド |
| ミルザエフ 89分            | レポート | リバス 34分    |

| ロコモティフ・スタジアム, タシュケント 観客数: 2,203人 主審: ベンジャミン・ウィリアムス |

| 2016年3月1日 20:30 UTC+3 |

| アル・イテハド | 1 - 1    | ロコモティフ・タシュケント   |
| ムンタリ 14分  | レポート | アブドゥホリコフ 80分 (pen.) |

| キング・アブドゥッラー・スポーツシティ, ジッダ 観客数: 37,671人 主審: 金東進 |

| 2016年3月1日 20:30 UTC+4 |

| アル・ナスル・ドバイ                       | 2 - 0    | セパハン |
| ニウマール 57分 · ピトロイパ 90+3分 (pen.) | レポート |          |

| アール・マクトゥーム・スタジアム, ドバイ 観客数: 3,200人 主審: コ・ヒョンジン |

| 2016年3月15日 20:35 UTC+3 |

| アル・イテハド | 1 - 2    | アル・ナスル・ドバイ |
| リバス 13分    | レポート | ニウマール 1分, 74分 |

| キング・アブドゥッラー・スポーツシティ, ジッダ 観客数: 39,998人 主審: 東城穣 |

| 2016年3月15日 16:00 UTC+3:30 |

| セパハン | 0 - 2    | ロコモティフ・タシュケント        |
|          | レポート | ビクマエフ 14分 · ミルザエフ 86分 |

| フーラッドシャフル・スタジアム, エスファハーン 観客数: 1,620人 主審: 佐藤隆治 |

| 2016年4月6日 20:45 UTC+4 |

| アル・ナスル・ドバイ | 0 - 0    | アル・イテハド |
|                      | レポート |                |

| アール・マクトゥーム・スタジアム, ドバイ 観客数: 7,250人 主審: クリス・ビース |

| 2016年4月6日 16:00 UTC+5 |

| ロコモティフ・タシュケント | 1 - 0    | セパハン |
| アブドゥホリコフ 54分      | レポート |          |

| ロコモティフ・スタジアム, タシュケント 観客数: 2,620人 主審: アリー・アブドゥルナビ |

| 2016年4月20日 20:00 UTC+3 |

| アル・イテハド                                                            | 4 - 0    | セパハン |
| アル＝ガームディー 45+2分, 86分 · F.アル＝ムワッラド 83分 · リバス 90+1分 | レポート |          |

| ジャシム・ビン・ハマド・スタジアム, ドーハ (カタール) 観客数: 1,352人 主審: キム・ジョンヒョク |

| 2016年4月20日 17:55 UTC+4 |

| アル・ナスル・ドバイ | 1 - 1    | ロコモティフ・タシュケント |
| エココ 31分          | レポート | アブドゥホリコフ 43分      |

| アール・マクトゥーム・スタジアム, ドバイ 観客数: 6,246人 主審: 廖國文 |

| 2016年5月4日 19:00 UTC+4 |

| セパハン | 0 - 2    | アル・イテハド                              |
|          | レポート | スンマルテアン 15分 · アン＝ナードリー 74分 |

| スルタン・カーブース・スポーツコンプレックス, マスカット (オマーン) 観客数: 5,250人 主審: モフド・アミル・イズワン・ビン・ヤーコブ |

| 2016年5月4日 20:00 UTC+5 |

| ロコモティフ・タシュケント | 0 - 0    | アル・ナスル・ドバイ |
|                            | レポート |                      |

| ロコモティフ・スタジアム, タシュケント 観客数: 3,303人 主審: アブドゥルラフマン・アル＝ジャシム |

#### グループB
| チーム       | 試 | 勝 | 分 | 敗 | 得 | 失 | 差  | 点 |
| ------------ | -- | -- | -- | -- | -- | -- | --- | -- |
| ゾブ・アハン | 6  | 4  | 2  | 0  | 12 | 2  | +10 | 14 |
| レフウィヤ   | 6  | 2  | 3  | 1  | 7  | 2  | +5  | 9  |
| アル・ナスル | 6  | 1  | 2  | 3  | 5  | 14 | −9  | 5  |
| ブニョドコル | 6  | 0  | 3  | 3  | 5  | 11 | −6  | 3  |

| 2016年2月23日 20:15 UTC+3 |

| アル・ナスル                                                                   | 3 - 3    | ブニョドコル                       |
| ミェジェイェフスキ 45+1分 (pen.) · アッ＝シェフリー 79分 · スライマーニー 85分 | レポート | ハムダモフ 3分, 76分 · ズアギ 33分 |

| キング・ファハド国際スタジアム, リヤド 観客数: 11,138人 主審: コ・ヒョンジン |

| 2016年2月23日 18:15 UTC+3 |

| レフウィヤ | 0 - 1    | ゾブ・アハン        |
|            | レポート | ラジャブザーデ 46分 |

| アブドゥッラー・ビン・ハリーファ・スタジアム, ドーハ 観客数: 1,225人 主審: キム・ジョンヒョク |

| 2016年3月1日 18:00 UTC+5 |

| ブニョドコル | 0 - 1    | アル・ナスル |
|              | レポート | マイガ 36分  |

| ブニョドコル・スタジアム, タシュケント 観客数: 8,027人 主審: モフド・アミル・イズワン・ビン・ヤーコブ |

| 2016年3月1日 18:45 UTC+3:30 |

| ゾブ・アハン | 0 - 0    | レフウィヤ |
|              | レポート |            |

| フーラッドシャフル・スタジアム, エスファハーン 観客数: 4,000人 主審: 山本雄大 |

| 2016年3月16日 18:00 UTC+5 |

| ブニョドコル | 0 - 0    | ゾブ・アハン |
|              | レポート |              |

| ブニョドコル・スタジアム, タシュケント 観客数: 4,567人 主審: ピーター・グリーン |

| 2016年3月16日 20:15 UTC+3 |

| アル・ナスル         | 1 - 1    | レフウィヤ       |
| ガーリブ 88分 (pen.) | レポート | カルイトゥカ 7分 |

| キング・ファハド国際スタジアム, リヤド 観客数: 8,590人 主審: アリー・アブドゥルナビ |

| 2016年4月5日 20:00 UTC+4:30 |

| ゾブ・アハン                                                                                           | 5 - 2    | ブニョドコル                  |
| エスマイーリファル 3分 · モハンマドザーデ 34分 · ラジャブザーデ 50分 · レザーイー 69分 · タブリジ 87分 | レポート | ズアギ 78分 · ヌルマトフ 89分 |

| フーラッドシャフル・スタジアム, エスファハーン 観客数: 4,523人 主審: 馬寧 |

| 2016年4月5日 18:30 UTC+3 |

| レフウィヤ                                                        | 4 - 0    | アル・ナスル |
| 南泰煕 49分 · カルイトゥカ 70分 · フローレス 84分 · ムンタリ 86分 | レポート |              |

| アブドゥッラー・ビン・ハリーファ・スタジアム, ドーハ 観客数: 4,050人 主審: アーメド・アル・カフ |

| 2016年4月20日 19:00 UTC+5 |

| ブニョドコル | 0 - 2    | レフウィヤ                      |
|              | レポート | ブディアフ 65分 · ムンタリ 79分 |

| ブニョドコル・スタジアム, タシュケント 観客数: 3,017人 主審: ハッティカムカナムジェ・ペレラ |

| 2016年4月20日 20:30 UTC+4 |

| ゾブ・アハン                              | 3 - 0    | アル・ナスル |
| パフラヴァン 27分, 83分 · レザーイー 74分 | レポート |              |

| スルタン・カーブース・スポーツコンプレックス, マスカット (オマーン) 観客数: 3,400人 主審: 佐藤隆治 |

| 2016年5月4日 21:15 UTC+4 |

| アル・ナスル | 0 - 3    | ゾブ・アハン                                                     |
|              | レポート | パフラヴァン 30分 · ハサンザーデ 42分 (pen.) · ベイクザーデ 87分 |

| アール・ラーシド・スタジアム, ドバイ (アラブ首長国連邦) 観客数: 886人 主審: ムハンマド・タキー |

| 2016年5月4日 20:15 UTC+3 |

| レフウィヤ | 0 - 0    | ブニョドコル |
|            | レポート |              |

| アブドゥッラー・ビン・ハリーファ・スタジアム, ドーハ 観客数: 1,100人 主審: 金東進 |

#### グループC
| チーム           | 試 | 勝 | 分 | 敗 | 得 | 失 | 差  | 点 |
| ---------------- | -- | -- | -- | -- | -- | -- | --- | -- |
| トラークトゥール | 6  | 4  | 0  | 2  | 10 | 3  | +7  | 12 |
| アル・ヒラル     | 6  | 3  | 2  | 1  | 10 | 7  | +3  | 11 |
| パフタコール     | 6  | 3  | 1  | 2  | 10 | 9  | +1  | 10 |
| アル・ジャジーラ | 6  | 0  | 1  | 5  | 2  | 13 | −11 | 1  |

| 2016年2月24日 16:30 UTC+5 |

| パフタコール                      | 2 - 2    | アル・ヒラル                              |
| セルゲーエフ 70分 · ハシモフ 89分 | レポート | アル＝カフタニ 60分 · アッ＝サーレム 84分 |

| パフタコール・マルカジイ・スタジアム, タシュケント 観客数: 3,800人 主審: クリス・ビース |

| 2016年2月24日 16:00 UTC+3:30 |

| トラークトゥール                                                 | 4 - 0    | アル・ジャジーラ |
| ラフマーニー 4分, 60分 · ハリルザデー 10分 · シャリーフィー 54分 | レポート |                  |

| ヤーデガーレ・エマーム・スタジアム, タブリーズ 観客数: 13,452人 主審: ムハンマド・タキー |

| 2016年3月2日 20:30 UTC+4 |

| アル・ジャジーラ | 0 - 1    | トラークトゥール  |
|                  | レポート | ラフマーニー 31分 |

| アル・ジャジーラ・ムハンマド・ビン・ザーイド・スタジアム, アブダビ 観客数: 6,820人 主審: ハッティカムカナムジェ・ペレラ |

| 2016年3月2日 20:30 UTC+3 |

| アル・ヒラル                                                         | 4 - 1    | パフタコール      |
| アッ＝ズーリー 55分 · オラホヴァツ 58分 (o.g.) · カアビー 61分, 78分 | レポート | セルゲーエフ 31分 |

| プリンス・ファイサル・ビン・ファハド・スタジアム, リヤド 観客数: 9,456人 主審: ナワフ・シュクララ |

| 2016年3月15日 20:35 UTC+4 |

| アル・ジャジーラ        | 1 - 1    | アル・ヒラル   |
| アッ＝サアディー 90+4分 | レポート | アイウトン 9分 |

| アル・ジャジーラ・ムハンマド・ビン・ザーイド・スタジアム, アブダビ 観客数: 14,372人 主審: コ・ヒョンジン |

| 2016年3月15日 17:00 UTC+5 |

| パフタコール      | 1 - 0    | トラークトゥール |
| セルゲーエフ 41分 | レポート |                  |

| パフタコール・マルカジイ・スタジアム, タシュケント 観客数: 2,223人 主審: 金東進 |

| 2016年4月6日 20:45 UTC+3 |

| アル・ヒラル    | 1 - 0    | アル・ジャジーラ |
| アイウトン 36分 | レポート |                  |

| プリンス・ファイサル・ビン・ファハド・スタジアム, リヤド 観客数: 10,316人 主審: モフド・アミル・イズワン・ビン・ヤーコブ |

| 2016年4月6日 19:15 UTC+4:30 |

| トラークトゥール                    | 2 - 0    | パフタコール |
| アウグスト 59分 · アーガーイー 83分 | レポート |              |

| ヤーデガーレ・エマーム・スタジアム, タブリーズ 観客数: 33,450人 主審: 山本雄大 |

| 2016年4月19日 20:50 UTC+4 |

| アル・ジャジーラ       | 1 - 3    | パフタコール                                   |
| マブフート 62分 (pen.) | レポート | カリモフ 10分 · セルゲーエフ 64分, 83分 (pen.) |

| アル・ジャジーラ・ムハンマド・ビン・ザーイド・スタジアム, アブダビ 観客数: 1,292人 主審: ジャレッド・ジレット |

| 2016年4月19日 18:35 UTC+3 |

| アル・ヒラル | 0 - 2    | トラークトゥール              |
|              | レポート | ノング 66分 · ハータミー 81分 |

| サーニー・ビン・ジャーシム・スタジアム, ドーハ (カタール) 観客数: 2,642人 主審: ピーター・グリーン |

| 2016年5月3日 19:30 UTC+5 |

| パフタコール                                          | 3 - 0    | アル・ジャジーラ |
| ベルディエフ 13分 · タリポフ 24分 · マシャリポフ 80分 | レポート |                  |

| パフタコール・マルカジイ・スタジアム, タシュケント 観客数: 4,527人 主審: 馬寧 |

| 2016年5月3日 18:30 UTC+4 |

| トラークトゥール | 1 - 2    | アル・ヒラル                              |
| ノング 48分      | レポート | S.アッ＝ドーサリー 15分 · アイウトン 71分 |

| スルタン・カーブース・スポーツコンプレックス, マスカット (オマーン) 観客数: 8,545人 主審: キム・ジョンヒョク |

#### グループD
| チーム           | 試 | 勝 | 分 | 敗 | 得 | 失 | 差 | 点 |
| ---------------- | -- | -- | -- | -- | -- | -- | -- | -- |
| アル・ジャイシュ | 6  | 3  | 1  | 2  | 6  | 8  | −2 | 10 |
| アル・アイン     | 6  | 3  | 1  | 2  | 8  | 6  | +2 | 10 |
| アル・アハリ     | 6  | 3  | 0  | 3  | 10 | 7  | +3 | 9  |
| ナサフ・カルシ   | 6  | 1  | 2  | 3  | 4  | 7  | −3 | 5  |

| 2016年2月24日 19:00 UTC+4 |

| アル・アイン           | 1 - 2    | アル・ジャイシュ                   |
| ドウグラス 65分 (pen.) | レポート | ハムダラー 9分 · ロマリーニョ 45分 |

| ハッザーア・ビン・ザーイド・スタジアム, アル・アイン 観客数: 8,226人 主審: 東城穣 |

| 2016年2月24日 20:10 UTC+3 |

| アル・アハリ                                 | 2 - 1    | ナサフ・カルシ          |
| アール＝ファティール 2分 · アッ＝ソーマ 47分 | レポート | アブディショリコフ 29分 |

| キング・アブドゥッラー・スポーツシティ, ジッダ 観客数: 17,161人 主審: 佐藤隆治 |

| 2016年3月2日 18:30 UTC+3 |

| アル・ジャイシュ              | 2 - 1    | アル・アイン          |
| ハムダラー 49分 · イーサ 79分 | レポート | アル＝カシーリー 86分 |

| アブドゥッラー・ビン・ハリーファ・スタジアム, ドーハ 観客数: 6,470人 主審: 金相佑 |

| 2016年3月2日 18:00 UTC+5 |

| ナサフ・カルシ                          | 2 - 1    | アル・アハリ             |
| アブディショリコフ 47分 · カリモフ 60分 | レポート | アスィーリー 71分 (pen.) |

| カルシ・マルカジイ・スタジアム, カルシ 観客数: 16,221人 主審: 馬寧 |

| 2016年3月16日 18:45 UTC+3 |

| アル・ジャイシュ | 1 - 0    | ナサフ・カルシ |
| ラシドフ 87分    | レポート |                |

| アブドゥッラー・ビン・ハリーファ・スタジアム, ドーハ 観客数: 5,240人 主審: アハメド・アルカフ |

| 2016年3月16日 19:10 UTC+4 |

| アル・アイン                 | 1 - 0    | アル・アハリ |
| O・アブドゥッラフマーン 71分 | レポート |              |

| ハッザーア・ビン・ザーイド・スタジアム, アル・アイン 観客数: 12,473人 主審: アドハム・マハードメ |

| 2016年4月5日 18:45 UTC+5 |

| ナサフ・カルシ | 0 - 0    | アル・ジャイシュ |
|                | レポート |                  |

| カルシ・マルカジイ・スタジアム, カルシ 観客数: 16,000人 主審: 廖國文 |

| 2016年4月5日 20:25 UTC+3 |

| アル・アハリ          | 1 - 2    | アル・アイン          |
| アル＝アムリー 90+3分 | レポート | ドウグラス 25分, 77分 |

| キング・アブドゥッラー・スポーツシティ, ジッダ 観客数: 13,608人 主審: ハッティカムカナムジェ・ペレラ |

| 2016年4月19日 19:00 UTC+3 |

| アル・ジャイシュ | 1 - 4    | アル・アハリ                                                  |
| ハムダラー 51分  | レポート | セラージュ 22分, 57分 · アスィーリー 43分 · M.ハウサウィ 52分 |

| アブドゥッラー・ビン・ハリーファ・スタジアム, ドーハ 観客数: 3,250人 主審: ベンジャミン・ウィリアムス |

| 2016年4月19日 19:30 UTC+5 |

| ナサフ・カルシ | 1 - 1    | アル・アイン        |
| カリモフ 1分   | レポート | アスプリージャ 32分 |

| カルシ・マルカジイ・スタジアム, カルシ 観客数: 10,952人 主審: 金東進 |

| 2016年5月3日 20:30 UTC+4 |

| アル・アイン                        | 2 - 0    | ナサフ・カルシ |
| アスプリージャ 39分 · アハマド 90分 | レポート |                |

| ハッザーア・ビン・ザーイド・スタジアム, アル・アイン 観客数: 8,163人 主審: 東城穣 |

| 2016年5月3日 19:30 UTC+3 |

| アル・アハリ                          | 2 - 0    | アル・ジャイシュ |
| マルキーニョ 62分 · O.ハウサウィ 85分 | レポート |                  |

| キング・アブドゥッラー・スポーツシティ, ジッダ 観客数: 6,850人 主審: モハナド・カシム・エーセー・サレイ |

### 東地区

#### グループE
| チーム                   | 試 | 勝 | 分 | 敗 | 得 | 失 | 差 | 点 |
| ------------------------ | -- | -- | -- | -- | -- | -- | -- | -- |
| 全北現代モータース       | 6  | 3  | 1  | 2  | 13 | 9  | +4 | 10 |
| FC東京                   | 6  | 3  | 1  | 2  | 8  | 8  | 0  | 10 |
| 江蘇蘇寧                 | 6  | 2  | 3  | 1  | 10 | 7  | +3 | 9  |
| ベカメックス・ビンズオン | 6  | 1  | 1  | 4  | 6  | 13 | −7 | 4  |

| 2016年2月23日 19:00 UTC+9 |

| 全北現代モータース        | 2 - 1    | FC東京        |
| 高武烈 39分 · 李同国 83分 | レポート | 阿部拓馬 87分 |

| 全州ワールドカップ競技場, 全州 観客数: 15,155人 主審: モフド・アミル・イズワン・ビン・ヤーコブ |

| 2016年2月23日 17:00 UTC+7 |

| ベカメックス・ビンズオン         | 1 - 1    | 江蘇蘇寧  |
| グエン・アン・ドゥク 28分 (pen.) | レポート | 吉翔 13分 |

| ビン・ズオン・スタジアム, トゥーザウモット 観客数: 11,800人 主審: アリレザ・ファガニー |

| 2016年3月1日 19:30 UTC+9 |

| FC東京                                                           | 3 - 1    | ベカメックス・ビンズオン  |
| バーンズ 50分 · ブイ・タン・チュオン 67分 (o.g.) · 前田遼一 84分 | レポート | グエン・アン・ドゥク 24分 |

| 東京スタジアム, 調布 観客数: 7,760人 主審: イルギス・タンタシェフ |

| 2016年3月1日 20:00 UTC+8 |

| 江蘇蘇寧                                                | 3 - 2    | 全北現代モータース                       |
| アレックス・テイシェイラ 16分 · ジョー 65分 · 呉曦 69分 | レポート | 李同国 62分 · セインズベリー 86分 (o.g.) |

| 南京オリンピックスポーツセンター, 南京 観客数: 34,175人 主審: ラフシャン・イルマトフ |

| 2016年3月15日 19:30 UTC+9 |

| FC東京 | 0 - 0    | 江蘇蘇寧 |
|        | レポート |          |

| 東京スタジアム, 調布 観客数: 10,265人 主審: アブドゥルラフマン・アル＝ジャシム |

| 2016年3月15日 19:00 UTC+9 |

| 全北現代モータース                  | 2 - 0    | ベカメックス・ビンズオン |
| リカルド・ロペス 41分 · 李同国 90分 | レポート |                          |

| 全州ワールドカップ競技場, 全州 観客数: 7,168人 主審: アブドゥルラフマン・フサイン |

| 2016年4月6日 20:00 UTC+8 |

| 江蘇蘇寧           | 1 - 2    | FC東京              |
| ジョー 34分 (pen.) | レポート | 森重真人 30分, 83分 |

| 南京オリンピックスポーツセンター, 南京 観客数: 45,065人 主審: ベンジャミン・ウィリアムス |

| 2016年4月6日 17:00 UTC+7 |

| ベカメックス・ビンズオン                                    | 3 - 2    | 全北現代モータース        |
| グエン・アン・ドゥク 12分 (pen.), 88分 (pen.) · アムグ 35分 | レポート | 李宗浩 27分 · 韓教元 28分 |

| ビン・ズオン・スタジアム, トゥーザウモット 観客数: 4,500人 主審: ドミトリー・マシェンツェフ |

| 2016年4月20日 19:30 UTC+9 |

| FC東京 | 0 - 3    | 全北現代モータース                        |
|        | レポート | 金甫炅 35分 · 李在成 60分 · 高武烈 90+1分 |

| 東京スタジアム, 調布 観客数: 9,056人 主審: モハナド・カシム・エーセー・サレイ |

| 2016年4月20日 20:00 UTC+8 |

| 江蘇蘇寧                          | 3 - 0    | ベカメックス・ビンズオン |
| 呉曦 6分 · ジョー 8分 · 吉翔 81分 | レポート |                          |

| 南京オリンピックスポーツセンター, 南京 観客数: 33,430人 主審: アリ・サバフ・アル＝カイシ |

| 2016年5月4日 19:00 UTC+9 |

| 全北現代モータース                   | 2 - 2    | 江蘇蘇寧                                           |
| レオナルド 19分 (pen.) · 林宗垠 69分 | レポート | アレックス・テイシェイラ 24分 · ジョー 54分 (pen.) |

| 全州ワールドカップ競技場, 全州 観客数: 17,312人 主審: アーメド・アル・カフ |

| 2016年5月4日 17:00 UTC+7 |

| ベカメックス・ビンズオン   | 1 - 2    | FC東京              |
| レ・コン・ビン 68分 (pen.) | レポート | 前田遼一 21分, 55分 |

| ビン・ズオン・スタジアム, トゥーザウモット 観客数: 2,800人 主審: アドハム・マハードメ |

#### グループF
| チーム                   | 試 | 勝 | 分 | 敗 | 得 | 失 | 差  | 点 |
| ------------------------ | -- | -- | -- | -- | -- | -- | --- | -- |
| FCソウル                 | 6  | 4  | 1  | 1  | 17 | 5  | +12 | 13 |
| 山東魯能                 | 6  | 3  | 2  | 1  | 7  | 5  | +2  | 11 |
| サンフレッチェ広島       | 6  | 3  | 0  | 3  | 9  | 8  | +1  | 9  |
| ブリーラム・ユナイテッド | 6  | 0  | 1  | 5  | 1  | 16 | −15 | 1  |

| 2016年2月23日 19:00 UTC+9 |

| サンフレッチェ広島 | 1 - 2    | 山東魯能                    |
| 清水航平 64分      | レポート | 楊旭 67分 · タルデッリ 78分 |

| 広島広域公園陸上競技場, 広島 観客数: 5,809人 主審: ナワフ・シュクララ |

| 2016年2月23日 18:00 UTC+7 |

| ブリーラム・ユナイテッド | 0 - 6    | FCソウル                                                                  |
|                          | レポート | アドリアーノ 28分, 40分, 50分, 60分 · ダミヤノヴィッチ 67分 · 李碩賢 90分 |

| ブリーラム・スタジアム, ブリーラム 観客数: 11,583人 主審: アブドゥッラー・ハッサン・モハメド |

| 2016年3月1日 15:30 UTC+8 |

| 山東魯能                                        | 3 - 0    | ブリーラム・ユナイテッド |
| タルデッリ 65分 · ジュシレイ 81分 · 趙明剣 86分 | レポート |                          |

| 済南オリンピックスポーツセンター, 済南 観客数: 23,976人 主審: ファハド・アル＝マッリ |

| 2016年3月1日 14:00 UTC+9 |

| FCソウル                                    | 4 - 1    | サンフレッチェ広島 |
| 金元植 31分 · アドリアーノ 49分, 56分, 59分 | レポート | 千葉和彦 25分      |

| ソウルワールドカップ競技場, ソウル 観客数: 18,115人 主審: アドハム・マハードメ |

| 2016年3月16日 15:30 UTC+8 |

| 山東魯能        | 1 - 4    | FCソウル                                                      |
| ジュシレイ 62分 | レポート | アドリアーノ 28分, 71分 · 高余韓 65分 · ダミヤノヴィッチ 68分 |

| 済南オリンピックスポーツセンター, 済南 観客数: 21,921人 主審: アリ・サバフ・アル＝カイシ |

| 2016年3月16日 19:00 UTC+9 |

| サンフレッチェ広島                  | 3 - 0    | ブリーラム・ユナイテッド |
| 浅野拓磨 42分, 55分 · 清水航平 81分 | レポート |                          |

| 広島広域公園陸上競技場, 広島 観客数: 6,411人 主審: ナワフ・シュクララ |

| 2016年4月5日 19:30 UTC+9 |

| FCソウル | 0 - 0    | 山東魯能 |
|          | レポート |          |

| ソウルワールドカップ競技場, ソウル 観客数: 10,147人 主審: ラフシャン・イルマトフ |

| 2016年4月5日 18:00 UTC+7 |

| ブリーラム・ユナイテッド | 0 - 2    | サンフレッチェ広島            |
|                          | レポート | 宮吉拓実 45分 · 柴崎晃誠 88分 |

| ブリーラム・スタジアム, ブリーラム 観客数: 5,532人 主審: ファハド・アル＝ミルダーシ |

| 2016年4月20日 19:30 UTC+8 |

| 山東魯能        | 1 - 0    | サンフレッチェ広島 |
| タルデッリ 10分 | レポート |                    |

| 済南オリンピックスポーツセンター, 済南 観客数: 24,799人 主審: アマル・アリ・アルジェネイビ |

| 2016年4月20日 19:30 UTC+9 |

| FCソウル                            | 2 - 1    | ブリーラム・ユナイテッド |
| ダミヤノヴィッチ 24分 · 朴鎔宇 43分 | レポート | トゥニェス 67分 (pen.)   |

| ソウルワールドカップ競技場, ソウル 観客数: 5,109人 主審: アブドゥルラフマン・フサイン |

| 2016年5月4日 19:30 UTC+9 |

| サンフレッチェ広島            | 2 - 1    | FCソウル                 |
| 浅野拓磨 27分 · 皆川佑介 39分 | レポート | アドリアーノ 88分 (pen.) |

| 広島広域公園陸上競技場, 広島 観客数: 13,328人 主審: ハッティカムカナムジェ・ペレラ |

| 2016年5月4日 17:30 UTC+7 |

| ブリーラム・ユナイテッド | 0 - 0    | 山東魯能 |
|                          | レポート |          |

| ブリーラム・スタジアム, ブリーラム 観客数: 3,832人 主審: アリー・アブドゥルナビ |

#### グループG
| チーム                   | 試 | 勝 | 分 | 敗 | 得 | 失 | 差 | 点 |
| ------------------------ | -- | -- | -- | -- | -- | -- | -- | -- |
| 上海上港                 | 6  | 4  | 0  | 2  | 10 | 8  | +2 | 12 |
| メルボルン・ビクトリー   | 6  | 2  | 3  | 1  | 7  | 7  | 0  | 9  |
| 水原三星ブルーウィングス | 6  | 2  | 3  | 1  | 7  | 4  | +3 | 9  |
| ガンバ大阪               | 6  | 0  | 2  | 4  | 4  | 9  | −5 | 2  |

| 2016年2月24日 19:45 UTC+11 |

| メルボルン・ビクトリー                 | 2 - 1    | 上海上港  |
| インガム 31分 · ベリーシャ 73分 (pen.) | レポート | 武磊 52分 |

| メルボルン・レクタンギュラー・スタジアム, メルボルン 観客数: 9,701人 主審: アブドゥルラフマン・アル＝ジャシム |

| 2016年2月24日 19:30 UTC+9 |

| 水原三星ブルーウィングス | 0 - 0    | ガンバ大阪 |
|                          | レポート |            |

| 水原ワールドカップ競技場, 水原 観客数: 9,947人 主審: アブドゥルラフマン・フサイン |

| 2016年3月2日 19:30 UTC+8 |

| 上海上港                    | 2 - 1    | 水原三星ブルーウィングス |
| エウケソン 32分 · 武磊 52分 | レポート | 張賢秀 72分              |

| 上海体育場, 上海 観客数: 26,351人 主審: ドミトリー・マシェンツェフ |

| 2016年3月2日 19:00 UTC+9 |

| ガンバ大阪    | 1 - 1    | メルボルン・ビクトリー |
| 遠藤保仁 57分 | レポート | アンセル 3分           |

| 市立吹田サッカースタジアム, 吹田 観客数: 14,270人 主審: アーメド・アル・カフ |

| 2016年3月15日 19:30 UTC+8 |

| 上海上港              | 2 - 1    | ガンバ大阪      |
| エウケソン 41分, 62分 | レポート | パトリック 60分 |

| 上海体育場, 上海 観客数: 29,005人 主審: モハナド・カシム・エーセー・サレイ |

| 2016年3月15日 19:45 UTC+11 |

| メルボルン・ビクトリー | 0 - 0    | 水原三星ブルーウィングス |
|                        | レポート |                          |

| メルボルン・レクタンギュラー・スタジアム, メルボルン 観客数: 7,066人 主審: ムハンマド・タキー |

| 2016年4月6日 19:00 UTC+9 |

| ガンバ大阪 | 0 - 2    | 上海上港                |
|            | レポート | 武磊 66分 · 呂文君 72分 |

| 市立吹田サッカースタジアム, 吹田 観客数: 14,756人 主審: アリレザ・ファガニー |

| 2016年4月6日 19:30 UTC+9 |

| 水原三星ブルーウィングス | 1 - 1    | メルボルン・ビクトリー |
| 權昶勳 58分              | レポート | バルバルセス 60分      |

| 水原ワールドカップ競技場, 水原 観客数: 6,123人 主審: アドハム・マハードメ |

| 2016年4月19日 19:30 UTC+8 |

| 上海上港                                         | 3 - 1    | メルボルン・ビクトリー |
| 于海 38分 · エウケソン 40分 · コンカ 65分 (pen.) | レポート | マカルナス 81分        |

| 上海体育場, 上海 観客数: 32,355人 主審: ファハド・アル＝マッリ |

| 2016年4月19日 19:00 UTC+9 |

| ガンバ大阪    | 1 - 2    | 水原三星ブルーウィングス   |
| 今野泰幸 89分 | レポート | サントス 49分, 57分 (pen.) |

| 市立吹田サッカースタジアム, 吹田 観客数: 10,846人 主審: アリー・アブドゥルナビ |

| 2016年5月3日 20:00 UTC+10 |

| メルボルン・ビクトリー                   | 2 - 1    | ガンバ大阪        |
| ベリーシャ 13分 (pen.) · トンプソン 17分 | レポート | アデミウソン 85分 |

| メルボルン・レクタンギュラー・スタジアム, メルボルン 観客数: 10,147人 主審: ラフシャン・イルマトフ |

| 2016年5月3日 19:00 UTC+9 |

| 水原三星ブルーウィングス              | 3 - 0    | 上海上港 |
| 金健熙 7分 (pen.), 54分 · 閔尚基 52分 | レポート |          |

| 水原ワールドカップ競技場, 水原 観客数: 4,277人 主審: イルギス・タンタシェフ |

#### グループH
| チーム             | 試 | 勝 | 分 | 敗 | 得 | 失 | 差 | 点 |
| ------------------ | -- | -- | -- | -- | -- | -- | -- | -- |
| シドニーFC         | 6  | 3  | 1  | 2  | 4  | 4  | 0  | 10 |
| 浦和レッズ         | 6  | 2  | 3  | 1  | 6  | 4  | +2 | 9  |
| 広州恒大           | 6  | 2  | 2  | 2  | 6  | 5  | +1 | 8  |
| 浦項スティーラース | 6  | 1  | 2  | 3  | 2  | 5  | −3 | 5  |

| 2016年2月24日 19:30 UTC+8 |

| 広州恒大 | 0 - 0    | 浦項スティーラース |
|          | レポート |                    |

| 天河体育中心体育場, 広州 観客数: 571人 主審: モハナド・カシム・エーセー・サレイ |

| 2016年2月24日 19:30 UTC+9 |

| 浦和レッズ                          | 2 - 0    | シドニーFC |
| 武藤雄樹 8分 · 興梠慎三 65分 (pen.) | レポート |            |

| 埼玉スタジアム2002, さいたま 観客数: 19,500人 主審: アリ・サバフ・アル＝カイシ |

| 2016年3月2日 19:30 UTC+9 |

| 浦項スティーラース | 1 - 0    | 浦和レッズ |
| 孫準浩 19分 (pen.) | レポート |            |

| 浦項スティールヤード, 浦項 観客数: 7,000人 主審: アブドゥルラフマン・フサイン |

| 2016年3月2日 20:00 UTC+11 |

| シドニーFC                                          | 2 - 1    | 広州恒大               |
| スタンボルジエフ 18分 · ディミトリイェヴィッチ 89分 | レポート | カルヴァー 25分 (o.g.) |

| シドニー・フットボール・スタジアム, シドニー 観客数: 18,149人 主審: アリレザ・ファガニー |

| 2016年3月16日 19:30 UTC+9 |

| 浦項スティーラース | 0 - 1    | シドニーFC    |
|                    | レポート | ナウモフ 41分 |

| 浦項スティールヤード, 浦項 観客数: 4,247人 主審: ファハド・アル＝ミルダーシ |

| 2016年3月16日 19:30 UTC+8 |

| 広州恒大                            | 2 - 2    | 浦和レッズ                    |
| リカルド・グラール 6分 (pen.), 14分 | レポート | 武藤雄樹 30分 · 興梠慎三 89分 |

| 天河体育中心体育場, 広州 観客数: 48,816人 主審: アブドゥッラー・ハッサン・モハメド |

| 2016年4月5日 20:00 UTC+10 |

| シドニーFC          | 1 - 0    | 浦項スティーラース |
| ニンコヴィッチ 51分 | レポート |                    |

| シドニー・フットボール・スタジアム, シドニー 観客数: 5,642人 主審: モフセン・トーキー |

| 2016年4月5日 19:30 UTC+9 |

| 浦和レッズ    | 1 - 0    | 広州恒大 |
| 武藤雄樹 52分 | レポート |          |

| 埼玉スタジアム2002, さいたま 観客数: 30,282人 主審: アブドゥルラフマン・アル＝ジャシム |

| 2016年4月19日 19:30 UTC+9 |

| 浦項スティーラース | 0 - 2    | 広州恒大                            |
|                    | レポート | リカルド・グラール 33分 · 郜林 47分 |

| 浦項スティールヤード, 浦項 観客数: 9,274人 主審: イルギス・タンタシェフ |

| 2016年4月20日 20:00 UTC+10 |

| シドニーFC | 0 - 0    | 浦和レッズ |
|            | レポート |            |

| シドニー・フットボール・スタジアム, シドニー 観客数: 8,803人 主審: ムハンマド・タキー |

| 2016年5月3日 18:30 UTC+8 |

| 広州恒大 | 1 - 0    | シドニーFC |
| 郜林 2分 | レポート |            |

| 天河体育中心体育場, 広州 観客数: 33,517人 主審: ナワフ・シュクララ |

| 2016年5月3日 19:30 UTC+9 |

| 浦和レッズ           | 1 - 1    | 浦項スティーラース             |
| ズラタン 87分 (pen.) | レポート | ヴェセリノヴィッチ 65分 (pen.) |

| 埼玉スタジアム2002, さいたま 観客数: 32,409人 主審: ファハド・アル＝ミルダーシ |